# Kolponomos
O Kolponomos foi uma espécie de urso pré-histórico marinho do período Mioceno. Vivendo no oceano, esse urso primitvo provavelmente se alimentava de moluscos e crustáceos e possivelmente possuia um estilo de vida semelhante ao das lontras marinhas atuais. Quando foi descoberto, em 1960, pensava-se que pertencia a família dos procionídeos, mas hoje sabe-se que se tratava de um urso.